# その場所に女ありて
『その場所に女ありて』は、1962年東宝系公開の日本映画。カラー、東宝スコープ、上映時間94分。広告代理店を舞台としたキャリアウーマン物。

## 概要
27才の矢田律子は西銀広告の営業社員。難波製薬の新製品広告を巡って会社の意気が上がっている。ライバル会社の大通広告も
受注を目指して攻勢をかけてくる。デザイナー倉井はグランプリ日新賞を狙っているが律子に自分を売りこむ。
大通広告のやり手、坂井は西銀のディレクター坪内を抱き込んだ。坪内の裏切りを知った律子だったが、なじることなく
冷ややかに対応するのみだった。女を捨て仕事に邁進する律子、サイドビジネスで金貸しをする久江、売り上げを誤魔化して
男に貢ぐミツ子など、男社会の中で逞しく生きる女たちの生き様を描く。また当時の広告会社の内面を細かくリサーチした業界物でもある。

## 出演
- 矢田律子 - 司葉子
- ミツ子 - 水野久美
- 久江 - 原知佐子
- 祐子 - 大塚道子
- 有子 - 北あけみ
- 和子 - 柳川慶子
- 坂井 - 宝田明
- 佐川 - 児玉清
- 実代 - 森光子
- 倉井 - 山﨑努
- 坪内  - 浜村純
- 水沢 - 西村晃
- 乾  - 織田政雄
- 塚本  - 伊藤久哉
- 保田  - 稲葉義男
- 宣伝部長  - 松本染升
- 宣伝課長  - 石田茂樹
- 宣伝係長  - 三井伸平
- 宣伝部長  - 丘寵児
- モデル  - 清水えみ
- コピーライター  - 上村幸之
- コピーライター  - 鈴木友輔
- デザイナー  - 小島謙太郎
- 社員  - 荒木保夫
- 社員  - 橘正夫
- 女給  - 宮田芳子
- レジ係 - 瓜生登代子

## スタッフ
- 製作 -	金子正且
- 監督 -	鈴木英夫
- 脚本 -	升田商二、鈴木英夫
- 撮影 -	逢沢譲
- 音楽 -	池野成
- 編集 -	岩下広一
- 美術 -	竹中和雄
- 録音 -	渡会伸
- 整音 -	下永尚
- 照明 -	隠田紀一
- 監督助手 -秋山正

## DVD
東宝より2022年5月にDVDが発売された。

## 同時上映
- 『サラリーマン権三と助十』